# Doliodus
Doliodus is een geslacht van uitgestorven haaien, behorend tot de Omalodontiformes, dat leefde tijdens het Devoon. Het is het oudste haaiengeslacht waarvan meer bekend is dan alleen de tanden.
Het geslacht is in 1893 benoemd door de Schotse paleontoloog Ramsey Traquair toen hij de typesoort Diplodus problematicus hernoemde die Arthur Smith Woodward in 1892 benoemd had op basis van tanden die bij Campbellton gevonden waren door de verzamelaar Jex. Die zijn asymmetrisch en bifide: met twee spitsen. Dat laatste was de reden dat ze bij het al bestaande haaiengeslacht Diplodus, 'dubbele tand', waren ondergebracht, hoewel Woodward zelf daar al twijfel over voelde, de verklaring voor de soortaanduiding problematicus. Traquair zag hierin slechts een misleidende uiterlijke gelijkenis — de naam Diplodus was daarbij al in 1810 gegeven aan een zeebaars en moest hoe dan ook vervangen worden — en daarnaar verwijst de nieuwe geslachtsnaam die afgeleid is van het Oudgriekse δόλιος, dolios, 'bedrieglijk', en ὀδούς, odous, 'tand'.
In 2003 werd door Randal Miller, Richard Cloutier en Susan Turner een volwassen exemplaar beschreven, specimen NBMG 10127, uit New Brunswick, in 1997 gevonden door Jeff McGovern, dat ook de drieëntwintig centimeter lange kop en voorste romp omvatte, waaronder de hersenpan. Het is afkomstig uit een laag die dateert uit het Emsien en waarvan de ouderdom in 2003 geschat werd als tegen de 409 miljoen jaar lopend; latere schattingen kwamen op een wat jongere leeftijd uit, eerst van 403 miljoen jaar en toen van 397 miljoen jaar. Het dier werd ongeveer een meter lang. Het lichaam was wat afgeplat met brede borstvinnen. Voor iedere borstvin bevindt zich een stekel. De tanden werden permanent vervangen.
In 2009 en 2014 werden de hersenpan en de tanden apart beschreven. De tanden van Doliodus groeiden vrij langzaam; misschien werden er tijdens het hele leven maar tien van gevormd per positie. Ze werden volgens het 'transportband'-principe van binnen naar buiten aangemaakt. Versleten tanden werden niet afgeworpen. Er zijn twaalf tot veertien tandposities per kaakkwadrant. Het dozijn voorste tanden van de bovenkaken zit niet aan het palatoquadratum vast zoals bij wat latere haaien maar aan het ethmoïde van de voorste onderkant van de hersenpan. Deze voorste tanden zijn niet verbonden aan een symfyse van de bovenkaken. De tanden hebben twee, tot drie millimeter, lange scherpe punten die ver uiteenstaan en uit elkaar gericht zijn. De basis is breed. De punten zijn niet geschikt om pantser, harde schalen of schelpen te kraken maar kunnen ook grote ongepantserde prooien niet ernstig verwonden. De tanden wijzen er zo op dat Doliodus in een continue voorwaartse beweging kleine zwemmende prooien ving. De tanden verschillen licht van vorm al naargelang hun positie in de kaak (monognathie) en tussen de bovenkaken en onderkaken (dignathie). Een dergelijke organisatie is ook bij latere haaien terug te vinden.